# Hubert Bodhert
Hubert Antonio Bodhert Barrios (Cartagena, 17 de enero de 1972) es un entrenador de fútbol colombiano.
Actualmente dirige a Alianza Valledupar de la Categoría Primera A.

## Biografía
Bodhert es de ascendencia alemana y afrocolombiana. Su bisabuelo nacido en el Imperio Alemán llegó a principios del siglo XX a la región del Urabá para trabajar en las minas y se quedó a vivir en el departamento del Chocó.

### Futbolista
Hubert Bodhert comenzó su etapa como futbolista jugando para el Real Cartagena en la Primera C (tercera división organizada por Difútbol), para el año 1992 cuando el Real Cartagena regresaba a la primera división se integra al plantel profesional al igual que en el descenso del club pero al ver que no tenía muchas oportunidades toma unos rumbos y recala en Club Deportivo El Cóndor donde se destacó pero al querer quedar como jugador libre y decide parar un par de meses en el año 1997.

## Entrenador
Hubert Bodhert fue contactado a mediados del 1997 por los dueños del Expreso Rojo de Sincelejo (actualmente Tigres F. C.) para dar una charla motivacional a los canteranos del club pero terminó siendo el entrenador dirigiendo desde la categoría infantil hasta la profesional.
Tiene trece años de experiencia como entrenador en equipos de la Primera B del fútbol colombiano. Primero orientó al Expreso Rojo desde 1998 hasta 2003. Durante cuatro de esos cinco años el equipo era una escuela de fútbol pero en 2003 ya era un club profesional y para 2004 Huberth Bodhert asume al equipo profesional durante 2 años. 
En 2008 llegó al Real Cartagena, club al cual llevó de regreso a la Primera A luego de un año de ausencia.
En 2017 consiguió uno de sus mayores logros como entrenador, clasificando a Jaguares de Córdoba a los cuartos de final en los dos semestres de la Primera A. Bajo su dirección el equipo cordobés hizo 60 puntos a lo largo del año, lo que le valió para conseguir la clasificación a la Copa Sudamericana 2018, primera clasificación internacional en la historia del club.

### Once Caldas
El 7 de diciembre de 2017 Hubert Bodhert fue oficializado como nuevo entrenador del Once Caldas.
En su primer año clasifica al conjunto de Manizales a los dos cuadrangulares del 2018, también llega a su primera final como entrenador en la Copa Colombia, la cual perdió con el Atlético Nacional, empatando en la ida 2-2 en el Estadio Palogrande y cayendo en la vuelta en la ciudad de Medellín, 2-1. También ese mismo año clasificaría al Once Caldas a su primera Copa Sudamericana. Lastimosamente quedaría eliminado en la primera ronda frente a Deportivo Santani de Paraguay. Y de igual forma en ese mismo año no lograría meter al blanco blanco a los cuadrangulares del primer semestre.

## Clubes

### Jugador
| Club           | País     | Año         |
| -------------- | -------- | ----------- |
| Real Cartagena | Colombia | 1992 - 1995 |
| El Cóndor      | Colombia | 1995 - 1997 |

### Asistente técnico
| Club                      | Año         | Asistente De          |
| ------------------------- | ----------- | --------------------- |
| Expreso Rojo · Colombia   | 2003 - 2004 | Víctor González Scott |
| Real Cartagena · Colombia | 2006 - 2008 | Álvaro de Jesús Gómez |
| Real Cartagena · Colombia | 2006 - 2008 | Julio Comesaña        |
| Real Cartagena · Colombia | 2006 - 2008 | Walter Aristizábal    |
| Real Cartagena · Colombia | 2006 - 2008 | Hernán Darío Herrera  |

### Otros cargos
| Club                      | País     | Año         | Rol      |
| ------------------------- | -------- | ----------- | -------- |
| Expreso Rojo de Sincelejo | Colombia | 1997 - 2003 | Formador |
| Real Cartagena            | Colombia | 2012        | Mánager  |
| Unión Magdalena           | Colombia | 2013        | Mánager  |

### Entrenador
| Expreso Rojo · Colombia           | 2.ª                 | 2004                | 40  | 19  | 12  | 9   | -  | -  | -  | -  | - | - | - | - | 40  | 19  | 12  | 9   | 55%    |
| Expreso Rojo · Colombia           | 2.ª                 | 2005                | 34  | 12  | 10  | 12  | -  | -  | -  | -  | - | - | - | - | 34  | 12  | 10  | 12  | 45.09% |
| Expreso Rojo · Colombia           | 2.ª                 | 2006                | 18  | 5   | 7   | 6   | -  | -  | -  | -  | - | - | - | - | 18  | 5   | 7   | 6   | 40.74% |
| Expreso Rojo · Colombia           | Total               | Total               | 92  | 36  | 29  | 27  | -  | -  | -  | -  | - | - | - | - | 92  | 36  | 29  | 27  | 49.64% |
| Real Cartagena · Colombia         | 1.ª                 | 2006 (e)            | 1   | 0   | 0   | 1   | -  | -  | -  | -  | - | - | - | - | 1   | 0   | 0   | 1   | 0%     |
| Real Cartagena · Colombia         | 2.ª                 | 2008                | 28  | 14  | 8   | 6   | 7  | 4  | 0  | 3  | - | - | - | - | 35  | 18  | 8   | 9   | 59.05% |
| Real Cartagena · Colombia         | 1.ª                 | 2009                | 42  | 15  | 11  | 16  | 10 | 3  | 2  | 5  | - | - | - | - | 52  | 18  | 13  | 21  | 42.95% |
| Real Cartagena · Colombia         | 1.ª                 | 2010                | 36  | 11  | 10  | 15  | 12 | 6  | 3  | 3  | - | - | - | - | 48  | 17  | 13  | 18  | 44.45% |
| Real Cartagena · Colombia         | 1.ª                 | 2011                | 28  | 9   | 7   | 12  | 10 | 3  | 2  | 5  | - | - | - | - | 38  | 12  | 9   | 17  | 39.47% |
| Club Llaneros · Colombia          | 2.ª                 | 2014                | 40  | 16  | 12  | 12  | 12 | 4  | 4  | 4  | - | - | - | - | 52  | 20  | 16  | 16  | 48.72% |
| Club Llaneros · Colombia          | 2.ª                 | 2015                | 4   | 0   | 2   | 2   | 2  | 1  | 0  | 1  | - | - | - | - | 6   | 1   | 2   | 3   | 27.78% |
| Club Llaneros · Colombia          | Total               | Total               | 44  | 16  | 14  | 14  | 14 | 5  | 4  | 5  | - | - | - | - | 58  | 21  | 18  | 19  | 46.55% |
| Real Cartagena · Colombia         | 2.ª                 | 2015                | 18  | 5   | 5   | 8   | 2  | 0  | 1  | 1  | - | - | - | - | 20  | 5   | 6   | 9   | 35%    |
| Real Cartagena · Colombia         | 2.ª                 | 2016                | 4   | 1   | 2   | 1   | 2  | 1  | 1  | 0  | - | - | - | - | 6   | 2   | 3   | 1   | 50%    |
| Real Cartagena · Colombia         | Total               | Total               | 157 | 55  | 43  | 59  | 43 | 17 | 9  | 17 | - | - | - | - | 200 | 72  | 52  | 76  | 44.67% |
| Jaguares de Córdoba · Colombia    | 1.ª                 | 2016                | 29  | 10  | 7   | 12  | 2  | 1  | 0  | 1  | - | - | - | - | 31  | 11  | 7   | 13  | 43.01% |
| Jaguares de Córdoba · Colombia    | 1.ª                 | 2017                | 44  | 15  | 15  | 14  | 7  | 2  | 1  | 4  | - | - | - | - | 51  | 17  | 16  | 18  | 50.76% |
| Once Caldas · Colombia            | 1.ª                 | 2018                | 42  | 20  | 10  | 12  | 10 | 5  | 4  | 1  | - | - | - | - | 52  | 25  | 14  | 13  | 57.05% |
| Once Caldas · Colombia            | 1.ª                 | 2019                | 40  | 15  | 11  | 14  | 4  | 1  | 1  | 2  | 2 | 0 | 1 | 1 | 46  | 16  | 13  | 17  | 44.2%  |
| Once Caldas · Colombia            | 1.ª                 | 2020                | 20  | 6   | 11  | 3   | 2  | 1  | 0  | 1  | - | - | - | - | 22  | 7   | 11  | 4   | 48.49% |
| Once Caldas · Colombia            | Total               | Total               | 102 | 41  | 32  | 29  | 16 | 7  | 5  | 4  | 2 | 0 | 1 | 1 | 120 | 48  | 38  | 34  | 50.56% |
| Águilas Doradas · Colombia        | 1.ª                 | 2021                | 9   | 1   | 4   | 4   | -  | -  | -  | -  | - | - | - | - | 9   | 1   | 4   | 4   | 25.92% |
| Águilas Doradas · Colombia        | Total               | Total               | 9   | 1   | 4   | 4   | -  | -  | -  | -  | - | - | - | - | 9   | 1   | 4   | 4   | 25.92% |
| Alianza Petrolera · Colombia      | 1.ª                 | 2021                | 13  | 5   | 4   | 4   | -  | -  | -  | -  | - | - | - | - | 13  | 5   | 4   | 4   | 48.72% |
| Alianza Petrolera · Colombia      | 1.ª                 | 2022                | 40  | 11  | 13  | 16  | 2  | 0  | 1  | 1  | - | - | - | - | 42  | 11  | 14  | 17  | 39.17% |
| Alianza Petrolera · Colombia      | 1.ª                 | 2023                | 26  | 11  | 7   | 8   | 6  | 3  | 2  | 1  | - | - | - | - | 32  | 14  | 9   | 9   | 53.13% |
| Alianza Petrolera · Colombia      | Total               | Total               | 79  | 27  | 24  | 28  | 8  | 3  | 3  | 2  | - | - | - | - | 87  | 30  | 27  | 30  | 44.82% |
| Independiente Santa Fe · Colombia | 1.ª                 | 2023                | 16  | 6   | 5   | 5   | 4  | 1  | 1  | 2  | - | - | - | - | 20  | 7   | 6   | 7   | 45%    |
| Independiente Santa Fe · Colombia | Total               | Total               | 16  | 6   | 5   | 5   | 4  | 1  | 1  | 2  | - | - | - | - | 20  | 7   | 6   | 7   | 45%    |
| Jaguares de Córdoba · Colombia    | 1.ª                 | 2024                | 14  | 4   | 4   | 6   | -  | -  | -  | -  | - | - | - | - | 14  | 4   | 4   | 6   | 38.09% |
| Jaguares de Córdoba · Colombia    | Total               | Total               | 87  | 29  | 26  | 32  | 9  | 3  | 1  | 5  | - | - | - | - | 96  | 32  | 27  | 37  | 42.71% |
| Alianza Valledupar · Colombia     | 1.ª                 | 2024                | 23  | 5   | 7   | 11  | 2  | 0  | 1  | 1  | 6 | 1 | 2 | 3 | 31  | 6   | 10  | 15  | 30.1%  |
| Alianza Valledupar · Colombia     | 1.ª                 | 2025                | 27  | 9   | 8   | 10  | 4  | 2  | 2  | 0  | - | - | - | - | 31  | 11  | 10  | 10  | 46.23% |
| Alianza Valledupar · Colombia     | Total               | Total               | 50  | 14  | 15  | 21  | 6  | 2  | 3  | 1  | 6 | 1 | 2 | 3 | 62  | 17  | 20  | 25  | 38.17% |
| Total en su carrera               | Total en su carrera | Total en su carrera | 628 | 219 | 191 | 218 | 97 | 35 | 24 | 38 | 8 | 1 | 3 | 4 | 733 | 255 | 218 | 260 | 44.7%  |
| 1. 2.                             |                     |                     |     |     |     |     |    |    |    |    |   |   |   |   |     |     |     |     |        |

## Palmarés

### Torneos nacionales
| Título              | Club           | País     | Año  |
| ------------------- | -------------- | -------- | ---- |
| Categoría Primera B | Real Cartagena | Colombia | 2008 |